# جیمی آیس
جیمی آیس (آفریکانس: Jamie Uys؛ ‏‎/eɪs/‎ ayss؛ ‏ ۳۰ مهٔ ۱۹۲۱ – ۲۹ ژانویهٔ ۱۹۹۶) بازیگر، کارگردان فیلم، تهیه‌کننده فیلم، فیلم‌نامه‌نویس، فیلم‌بردار و تدوین‌گر اهل آفریقای جنوبی بود.